# Stefan Rowiński
Stefan Rowiński, ps. Eryk (ur. 10 sierpnia 1875 w Mirkowie, zm. 27 listopada 1943 w Ostrowie Wielkopolskim) – polski księgarz, działacz społeczny i polityczny, kierownik Okręgu Południowa Wielkopolska Delegatury Rządu na ziemie włączone do III Rzeszy, związany z endecją.

## Życiorys
Absolwent Królewskiego Gimnazjum w Ostrowie Wielkopolskim. Aktywista gimnazjalnego Towarzystwa Tomasza Zana. Doprowadził do zjednoczenia kół TTZ z Wielkopolski i Pomorza, w Ostrowie był prezesem koła. Jeden z pierwszych członków organizacji niepodległościowej „Zet” i Ligi Narodowej. W 1900 w trakcie zdawania matury został relegowany za przynależność do tajnych organizacji i rozpowszechnianie zabronionych wydawnictw (przemycanych z emigracji lub Galicji). Zamknięta droga do dalszego kształcenia w Prusach spowodowała wyjazd do Krakowa i Lipska dla nauki księgarstwa i introligatorstwa.
W 1903 wrócił do Ostrowa i przejął po Witoldzie Leitgeberze księgarnię, drukarnię i wydawnictwo „Gazety Ostrowskiej”, która pod jego kierunkiem oddziaływała niebawem na teren całej południowej Wielkopolski. Organizator polskiego życia narodowego w czasie zaborów – jego księgarnia była miejscem spotkań ówczesnej ostrowskiej elity. Działacz ostrowskiego oddziału Towarzystwa Czytelni Ludowych, pomysłodawca i fundator bibliobusu – objazdowej biblioteki. Uczestnik wydarzeń Republiki Ostrowskiej.
Pierwszy burmistrz Ostrowa w II Rzeczypospolitej (od 1 stycznia 1919 do 30 marca 1920), radny miejski przez cały okres międzywojenny. Dzięki jego zabiegom powstała w Ostrowie Fabryka Wagon.
W czasie II wojny światowej współorganizator niepodległościowej organizacji Józefa Prądzyńskiego „Ojczyzna”, a w latach 1942–1943 delegat rządu londyńskiego na Wielkopolskę.

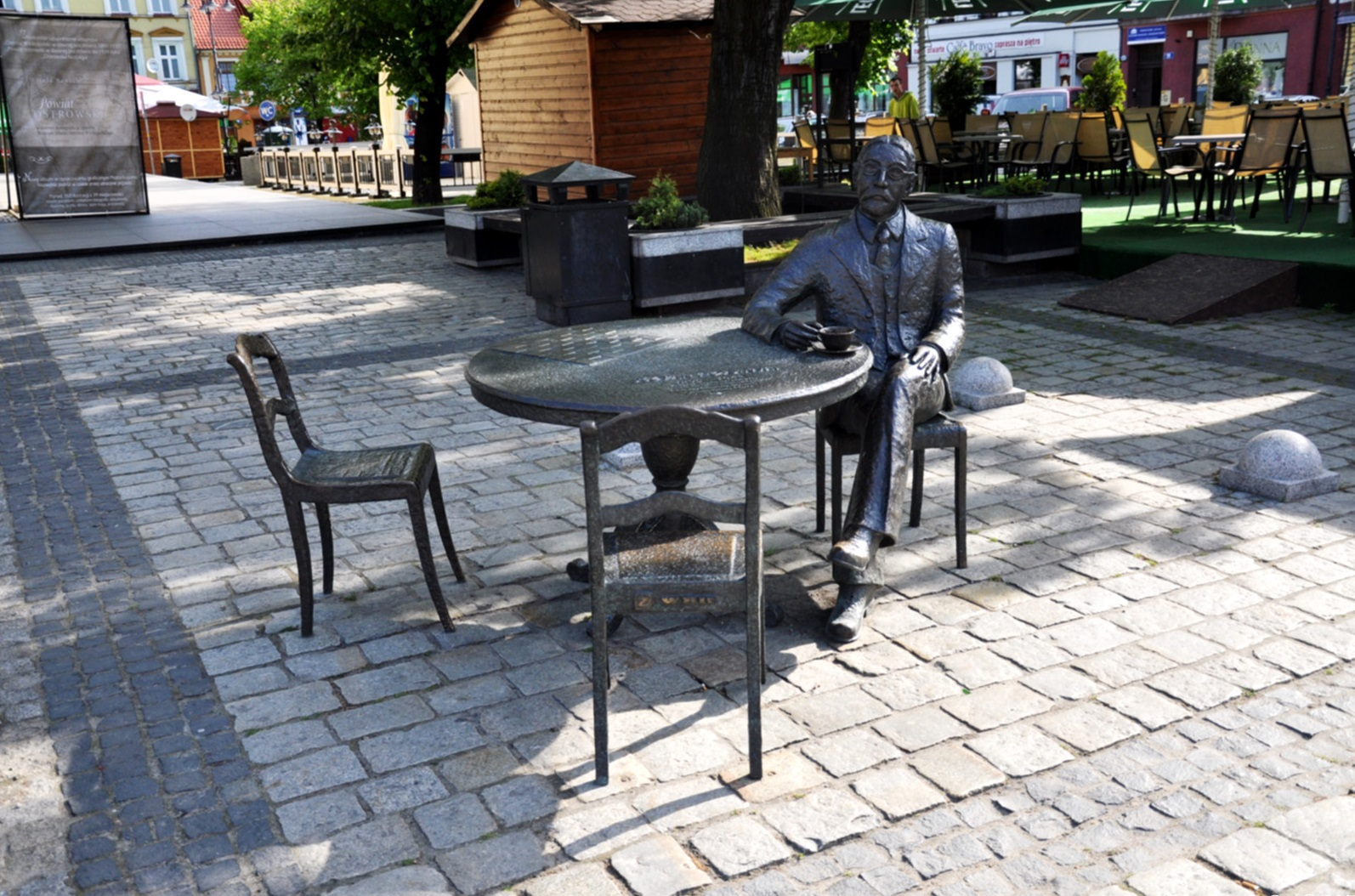
Pomnik-ławeczka Stefana Rowińskiego na ostrowskim rynku

Pochowano go na cmentarzu na Wenecji w Ostrowie Wielkopolskim.
Działaczką społeczną była również jego żona, Kazimiera z Poturalskich (1881–1919). Zawarli związek małżeński w 1903. Kazimiera Rowińska organizowała Towarzystwo Czytelni Kobiet i została pierwszą prezeską Stowarzyszenia Kobiet Pracujących w Ostrowie. Małżeństwo miało czworo dzieci – trzech synów (Bogdana, lekarza; Zbigniewa, prokuratora; Lecha, ekonomistę; Wandę, zamężną Sobczak, nauczycielkę geografii). Młodszym bratem Stefana był Antoni, inżynier górniczy.

## Ordery i odznaczenia
- Krzyż Niepodległości (16 marca 1933)[2]
- Krzyż Oficerski Orderu Odrodzenia Polski (27 listopada 1929)[3]
- Srebrny Wawrzyn Akademicki (7 listopada 1936)[4]

## Upamiętnienie
Imię Stefana Rowińskiego nosi plac przy którym znajdowały się prowadzone przezeń księgarnia i drukarnia.
Jest także patronem Bursy Szkolnej, Szkoły Podstawowej nr 13 (od 1996) oraz Biblioteki Publicznej w Ostrowie Wielkopolskim.